# موسى بيلنغز
موسى بيلنغز (بالإنجليزية: Moses Billings)‏ هو رسام أمريكي، ولد في 15 يناير 1809 في Amherst, New Hampshire ‏ في الولايات المتحدة، وتوفي في 14 أغسطس 1884 في إيري في الولايات المتحدة.